# 塔图尔·克尔佩扬
塔图尔·克尔佩扬（英語：Tatul Krpeyan，1965年4月21日－1991年4月30日）曾于1990年9月至1991年 5 月在纳戈尔诺-卡拉巴赫冲突中担任 Getashen-Martunashen地区和Khanlar地区亚美尼亚武装脱离运动的指挥官。
Tatul于1965年4月21日出生于亞美尼亞Talin镇的Areg村。在Talin技术学校他完成了自己的初等和中等教育阶段，并以优异成绩毕业。在苏联軍隊服役后，于1987年进入埃里温国立大学历史系执教。之后参加亚美尼亚解放运动。他还是“联系”组织的成员，致力于纳戈尔诺-卡拉巴赫与亚美尼亚的联盟活动。1990年9月他抵达情况日益恶化的纳戈尔诺-卡拉巴赫,加入亚美尼亚革命联盟，并在卡拉巴赫建立"Dashnaktsakanner志愿者联盟”。
1990年9月至1991年5月间Tatul在Getashen-Martunashen地区领导了反抗阿塞拜疆武装侵略的自卫运动。1991年4月30日在Operation Ring运动期间遇害。死后於1996年被授予亚美尼亚最高荣誉一“国民英雄”的光荣称号：Tatul被安葬于山生地Areg,此地后 来被更名为Tatul。Tatul的纪念碑由著名雕刻家Tariel Hakobian创作完成。
1991年春天战争的主战场由丛林密布的山冈蔓延到纳戈尔诺-卡拉巴赫北部，侵略者们将战争的魔爪伸向村庄，Tatul带领人民逃往Getashen和Martunashen。1991年4月10日当局决定向村庄发起进攻。
位于莫斯科的人权组织纪念馆重现了这段历史。1991年4月30日第四军和阿塞拜疆警察突擊队进入邵武勉区附近的Getashen杀害了Tatul,这些警察肆意烧杀抢掠，数以万计的民众失去了他们年轻的生命。
|  | 我清楚地记得Tatul是这样的一个人，他是捍卫自由的勇士——宽沿膀、头发卷曲， 胡须浓密。他不仅仅是武装脱离运动的领导者，还在当地学校里任教：他扮演的角色絕不仅限于战争中。 |

G. Gyurjyan回忆说：“Tatul与Hrach决定掩护Mashkov前进并阻止敌人进攻村庄。尽管指挥官并未同意，Tatul的忠实战友Arthur Karapetyan仍然决定跟随他并在紧急情况下予以必要的保护。而Mashkov没有听从命令向敌人发起进攻：在战场上他们遭遇了坦克和警察突击队。Mashkov决定投降，将Tatul置於危险境地，瞬间Tatul被击中，而设法营救Tatul的Hrach和Arthur也倒在了血泊中……胸怀宽广、勇猛无敌的Tatul不幸牺牲。"
Tatul说过想要攻占Getashen除非从他的尸体上踏过。在埃里温最后一次与朋友们见面时他说：“我清楚地知道自己回不来了。我将被上帝带走。”
亚美尼亚现代艺术家们为纪念Tatul创作了许多宝贵的作品。Rafayel Sahakian在2004年出版了一部以他為原形的作品，名叫“Artsvapasht Yerkir”。电影Karotic Khelare也是为了纪念他们的民族英雄，两首歌曲"Leran Lanjin"和"Mayramut ljav"也是为纪念Tatul及其战友而作。